# Ferðamannaalda
Ferðamannaalda är en kulle i republiken Island. Den ligger i regionen Suðurland, 160 km öster om huvudstaden Reykjavík. Toppen på Ferðamannaalda är 663 meter över havet, eller 63 meter över den omgivande terrängen. Bredden vid basen är 3,4 km.
Trakten runt Ferðamannaalda är nära nog obefolkad, med mindre än två invånare per kvadratkilometer. Det finns inga samhällen i närheten. Trakten runt Ferðamannaalda består i huvudsak av gräsmarker.